# Wibra
 (août 2012).

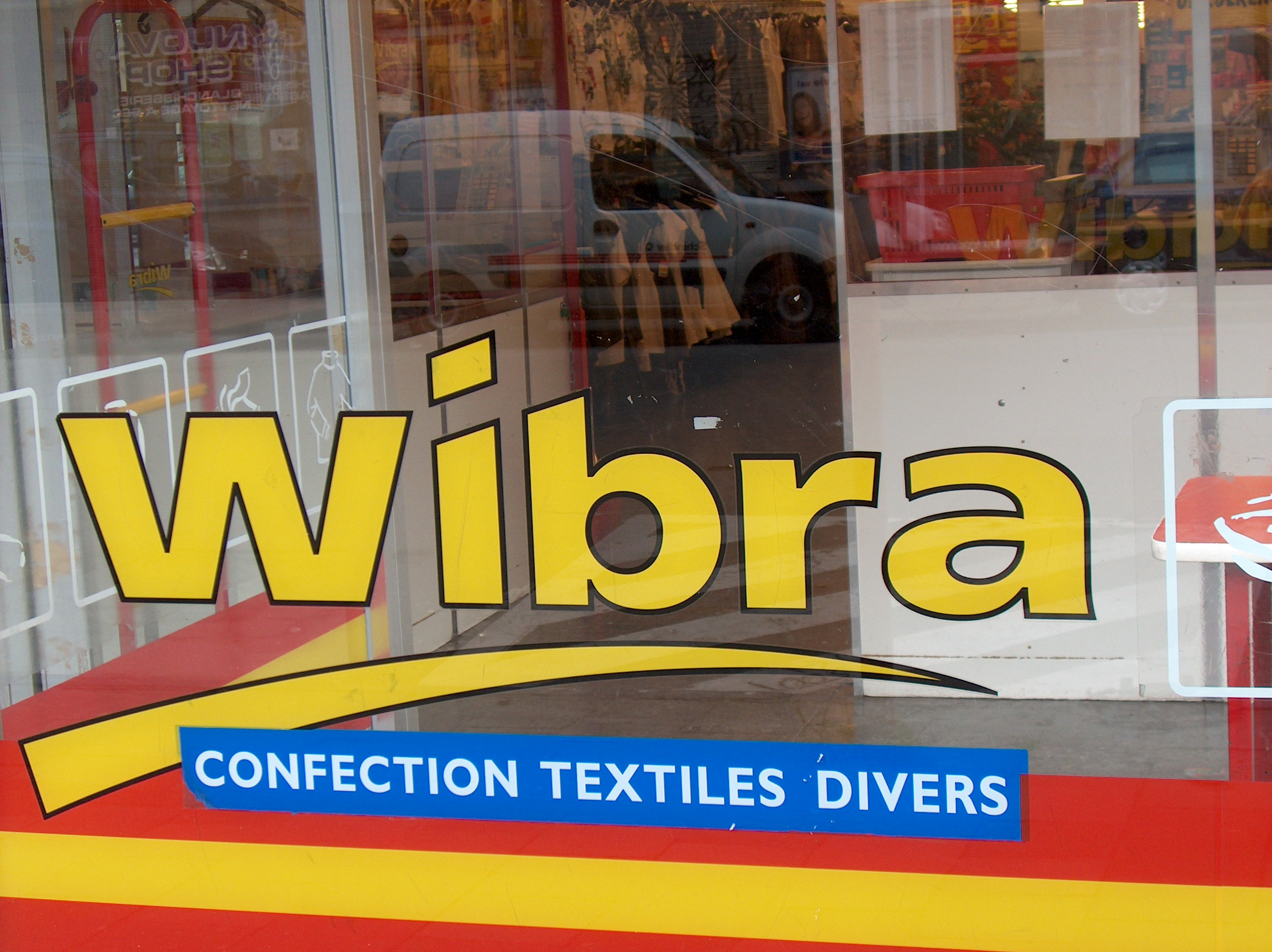
Le logo français vu sur la vitrine d'un magasin Wibra à Bruxelles.

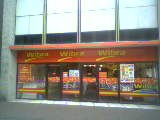
Un magasin Wibra à Meppel aux Pays-Bas en 2006.

Wibra est une entreprise familiale néerlandaise de prêt-à-porter, spécialisée dans la vente de textiles et d'habillement aux prix bas, présente aux Pays-Bas et en Belgique totalisant 280 magasins en 2012. Elle en compte 270 en 2024 et devrait en compter 300 en 2025. Son 1er magasin a ouvert en France le 23 octobre 2024.

## Histoire
En 1956, le premier magasin Wibra fut ouvert aux Pays-Bas par Johannes Wierdsma dans la commune d'Epe en Gueldre, il appela le magasin « Wibra », en combinant son propre nom et le nom de jeune fille de son épouse, « Braam ».
En 2005, cette société comptait plus de 225 implantations aux Pays-Bas et en Belgique. Dès 2012, l'ensemble des magasins Wibra se modernisent et se renouvellent en introduisant un nouveau style et un nouveau décor.
En 2020, Wibra demande un redressement judiciaire en Belgique. Quelques mois plus tard, l'entreprise déclare faillite et rouvre quelques jours plus tard avec quelques magasins (36).
Wibra se porte actuellement bien et compte rouvrir dans les mois et années à venir des magasins afin de se relancer en Belgique et de devenir LA référence.
Le 23 octobre 2024, Wibra se lance dans une nouvelle aventure, en France. Son nouveau magasin situé à Lambersart sert de test, s'il est concluant de futurs magasins ouvriront afin d'atteindre, un jour, l'île de France. Cette ouverture montre que la chaine de hard discount a su se relever d'une faillite pour revenir plus forte (avec un chiffre d'affaires passant de +- 170.000.000 d'euros par an à 192.000.000 d'euros par an).

## Identité visuelle

### Logos

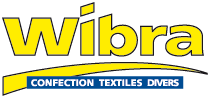
Logo de Wibra en français utilisé en Région wallonne et Bruxelles.
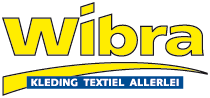
Logo de Wibra en néerlandais utilisé aux Pays-Bas, en Flandre et Bruxelles

### Source
- (nl) Cet article est partiellement ou en totalité issu de l’article de Wikipédia en néerlandais intitulé « Wibra » (voir la liste des auteurs).